# 圖瓦蒂峰
圖瓦蒂峰（英語：Tuati Peak），是南極洲的山峰，位於維多利亞地的斯科特海岸，屬於皇家學會嶺的一部分，海拔高度2,595米，在1993年由新西蘭地理委員會命名，現時由南極條約體系管理。